# نيرول
نيرول هو كحول مونوتربنويد يوجد في العديد من الزيوت العطرية مثل الجنجلة والإذخر. يستخرج من زيت النيرولي ومن هنا جاء اسمه. يستخدم هذا السائل عديم اللون في صناعة العطور. مثل جيرانيول، نيرول له رائحة الورد الحلوة ولكنه يعتبر منعش.
ينتج الجيرانيول من تصاوغ النيرول، وهو آيزومر E. النيرول يفقد الماء بسهولة لتكوين الليمونين. يمكن تصنيع النيرول عن طريق الانحلال الحراري لبيتا بينين، والذي يوفر الميرسين. تعطي المعالجة بالكلور المائي للميرسين سلسلة من الكلوريدات الأيزومرية، يتحول أحدها إلى أسيتات نريل.